# Annunciazione (Previtali)
La pala dell'Annunciazione è un dipinto olio su tavola di Andrea Previtali collocato sull'altare maggiore della chiesa parrocchiale di Santa Maria Annunziata sulla sponda del Meschio a Vittorio Veneto eseguita nei primi anni del XVI secolo quando l'artista bergamasco non aveva ancora fatto ritorno nella città orobica, ed è firmata ANDREA BERGOMENSIS IOANIS BELLINI DISCIPLINUS PINXIT, in questa opera il pittore si riconosce allievo di Giovanni Bellini.

## Storia
Il Previtali, bergamasco di origine, ma che per ragioni commerciali della famiglia e per motivi di studio si era trasferito in giovanissima età a Venezia, diventando discepolo alla scuola di Giovanni Bellini e di Francesco di Simone da Santacroce, grazie alla sua qualità di intelligenza prensile, seppe cogliere ed imparare da quegli artisti, che in quel periodo avevano riempito la scena artistica della repubblica veneta, esportandola in buona parte del territorio lombardo-veneto, diventando uno dei migliori esponenti del rinascimento lombardo. La pala di Vittorio Veneto è un chiaro esempio di questa sua importante capacità.
L'artista ha realizzato due dipinti a medesimo soggetto di cui uno conservato nel Brooks Museum of Art di Memphis, che era parte del dittico posto come pala d'altare della chiesa del Monastero Matris Domini di Bergamo con la parte superiore composta dall'Incoronazione della Vergine conservato a Milano nella Pinacoteca di Brera.

## Descrizione
La tavola presenta un ambiente domestico, cui si accede attraverso una apertura ad arco, e accompagna il visitatore in una intensa atmosfera religiosa. Le figure di Maria e dell'arcangelo Gabriele sono poste dentro una prospettica griglia geometrica. 
La Vergine, posta in maniera frontale, è genuflessa davanti al leggio con la sinistra posta sul petto. L'ambientazione è tipicamente rinascimentale, descritta con una minuzia di particolari da ricordare la pittura fiamminga. L'angelo, raffigurato quasi a tre quarti, porge con la mano destra un giglio dal lunghissimo stelo, mentre la mano sinistra, in segno di devozione e rispetto è posta sul petto. Nonostante la postura laterale, l'angelo ci manifesta il suo viso coinvolto in una mistica partecipazione.
La stanza ha un soffitto a cassettoni quadri decorati a rosoni, mentre la pavimentazione, è a lastre di marmo bicrome dalla forma rettangolare. Due tappeti a disegni geometrici fanno da sfondo alla parte inferiore della stanza, mentre la parte centrale presenta una bifora centinata con arco a tutto sesto da dove si apre un paesaggio fortemente lussureggiante che muore nella serenità del cielo di fine estate. Il castello bianco che si scorge dalle finestre è un riferimento alla Turris eburnea, espressione biblica che viene attribuita alla Vergine.
Il legame tra i personaggi del dipinto è il davanzale delle finestre che bianchissimo, illuminato dal sole li tocca entrambi unendoli in un messaggio telepatico, tanto che non ci sono scambi di sguardi tra di loro, non servono, il messaggio è conosciuto.
È nella lettura di ogni particolare che si coglie la capacità dell'artista di catturare e proporre opere dei suoi maestri. Il paesaggio nei dettagli naturalistici si avvicina all'arte del Giorgione, non a caso alcuni lavori dell'artista vennero erroneamente assegnati all'artista castellano, mentre il castello che si intravede nel paesaggio sembrerebbe ripreso dalla stampa risalente al 1498 di Albrecht Dürer.  Il volto dell'angelo è collegato al Ritratto Virile conservato a Milano al Museo Poldi Pezzoli, ci presenta la qualità ritrattistica del Previtali. Nell'opera si individuano tratti conducibili a Cima da Conegliano e al Carpaccio, anche se il Previtale ci riporta una immagine talmente perfetta da sembrare negli elementi una riproduzione fotografica, che la si può cogliere sia nell'abito dell'angelo curato nelle ombre delle pieghe che nei dettagli delle ali. L'acconciatura dell'angelo ricorda la classica raffigurazione Cinquecentesca, la si può ritrovare nel Ritratto di Isabella d'Este di Leonardo da Vinci che probabilmente il Previali ebbe modo di ammirare essendo tra i dipinti che l'artista fiorentino aveva con sé quando si recò a Venezia.